# Gogita Gogua
Gogita Gogua (ur. 4 października 1983 w Tbilisi) – gruziński piłkarz, grający w Dinamo Tbilisi. Występuje na pozycji pomocnika. W reprezentacji Gruzji zadebiutował w 2005 roku. Do tej pory rozegrał w niej 27 meczów, w których zdobył trzy bramki (stan na 18 maja 2012).